# صموئيل س. غراهام
صموئيل س. غراهام (بالإنجليزية: Samuel C. Graham)‏ هو قاضي ومحامي أمريكي، ولد في 1846، وتوفي في 11 يناير 1923.